# Bucht von Sielmönken

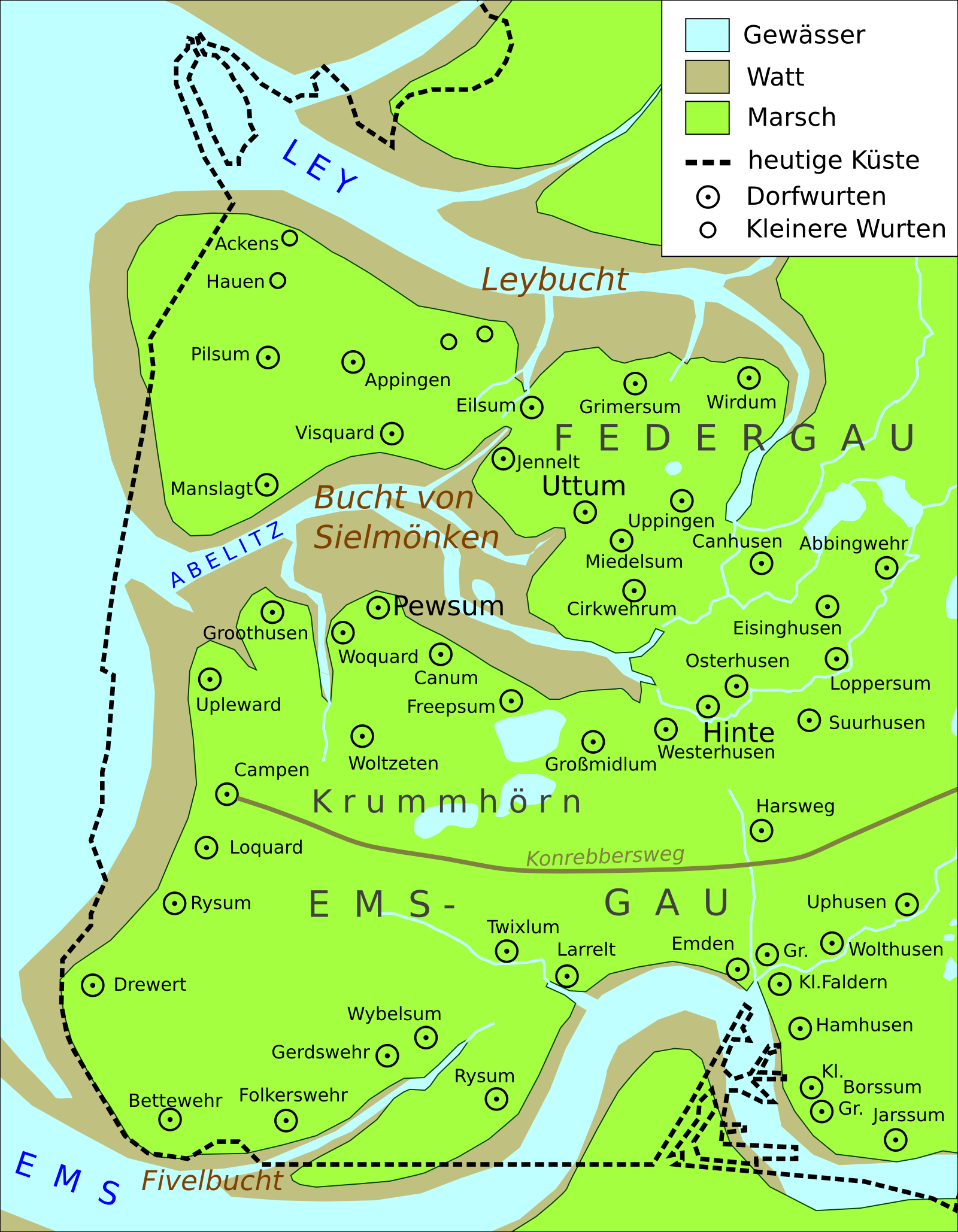
Karte der Krummhörn um 800 n. Chr.

Die Bucht von Sielmönken oder auch Sielmönker Bucht ist eine ehemalige Meeresbucht auf dem Gebiet der heutigen Gemeinde Krummhörn im Westen Ostfrieslands. Während der karolingischen Transgression von 800 bis 950 n. Chr. erreichte die Bucht ihre größte Ausdehnung. Anschließend verlandete sie stark und wurde ab dem Jahr 1000 n. Chr. bis zum 13. Jahrhundert vollständig eingedeicht.

## Lage
Die Bucht von Sielmönken lag zwischen dem Dollart und der Leybucht auf dem heutigen Gebiet der Gemeinde Krummhörn, zum kleinen Teil auch noch auf dem Gebiet der Gemeinde Hinte. Im frühen Mittelalter trennte sie die historische Landschaften Emsgau und Federgau.
Die ersten Siedler errichteten hier ihre Häuser auf Warften in der noch nicht eingedeichten Marsch. So konnten sie die fruchtbaren Marschböden nutzen und hatten über die Bucht und ihre weit ins Landesinnere reichenden Priele Zugang zum Meer. Erst mit dem Deichbau wurde eine Besiedelung außerhalb der Warften möglich. Ortschaften der Krummhörn wie Manslagt, Visquard, Jennelt, Uttum, Cirkwehrum, Freepsum, Canum, Pewsum, Woquard und Groothusen zeichnen den Verlauf der historischen Bucht nach.